# Mehrestan (Verwaltungsbezirk)
Mehrestan (persisch شهرستان مهرستان) ist ein Schahrestan in der Provinz Sistan und Belutschistan im Iran. Er enthält die Stadt Zaboli, welche die Hauptstadt des Verwaltungsbezirks ist. 

## Demografie
Bei der Volkszählung 2016 betrug die Einwohnerzahl des Schahrestan 70.579. Die Alphabetisierung lag bei 68 Prozent der Bevölkerung. Knapp 17 Prozent der Bevölkerung lebten in urbanen Regionen.
| Zensusjahr | Einwohnerzahl |
| ---------- | ------------- |
| 2011       | 62.756        |
| 2016       | 70.579        |